# Pajares de la Laguna
Pajares de la Laguna es un municipio y localidad española de la provincia de Salamanca, en la comunidad autónoma de Castilla y León. El término municipal, ubicado en la comarca de La Armuña, tiene una población de 114 habitantes (INE 2024). Pertenece al partido judicial de Salamanca y a la mancomunidad La Armuña.

## Geografía
Integrado en la comarca de La Armuña, se sitúa a 20 km de la capital provincial. El término municipal está atravesado por la Autovía de Castilla A-62 entre los pK 219 y 221, además de por la carretera de Burgos a Portugal por Salamanca N-620, alternativa convencional a la anterior. El relieve del municipio es prácticamente llano, contando con algunos pocos arroyos así como con pequeñas lagunas. La altitud oscila entre los 850 y los 820 m. El pueblo se alza a 828 m sobre el nivel del mar.
| Noroeste: La Vellés                         | Norte: Aldeanueva de Figueroa | Noreste: La Orbada                      |
| Oeste: La Vellés                            |                               | Este: La Orbada y Villaverde de Guareña |
| Suroeste: La Vellés y Villaverde de Guareña | Sur: Villaverde de Guareña    | Sureste: Villaverde de Guareña          |

## Historia

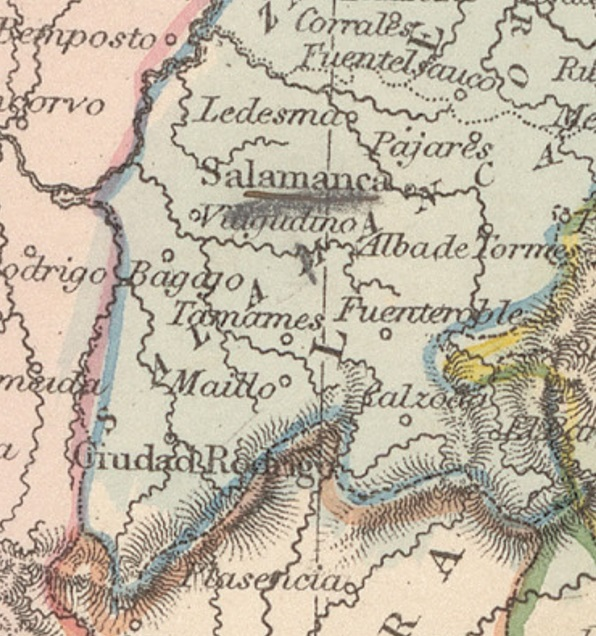
Detalle del mapa 'Spain and Portugal', realizado en 1830 por Al. Findlay, en el que aparece Pajares.

Fundado por los reyes de León en la Edad Media, Pajares de la Laguna quedó encuadrado en el cuarto de Armuña de la jurisdicción de Salamanca, dentro del Reino de León, denominándose entonces Pallares, derivando de dicho nombre el actual "Pajares", al que posteriormente se le añadió por Real Decreto el "de la Laguna" en el año 1916, que haría alusión a una laguna que existió en la localidad hasta el segundo tercio del siglo XX.
Ya en la Edad Contemporánea, con la creación de las actuales provincias en 1833, Pajares de la Laguna quedó encuadrado en la provincia de Salamanca, dentro de la Región Leonesa, formando parte del partido judicial de Salamanca en la reorganización judicial de 1834.
A mediados del siglo XIX, el lugar contaba con una población censada de 215 habitantes, apareciendo la localidad descrita en el decimosegundo volumen del Diccionario geográfico-estadístico-histórico de España y sus posesiones de Ultramar de Pascual Madoz.
Posteriormente, en el siglo XX, la iglesia parroquial medieval, de estilo románico, sufrió un derrumbe fatal en el año 1943, lo que implicó la construcción de la actual iglesia en el mismo solar que ocupaba el antiguo monumento, inaugurándose la nueva iglesia el 26 de mayo de 1946, obra del arquitecto Francisco Gil y González.

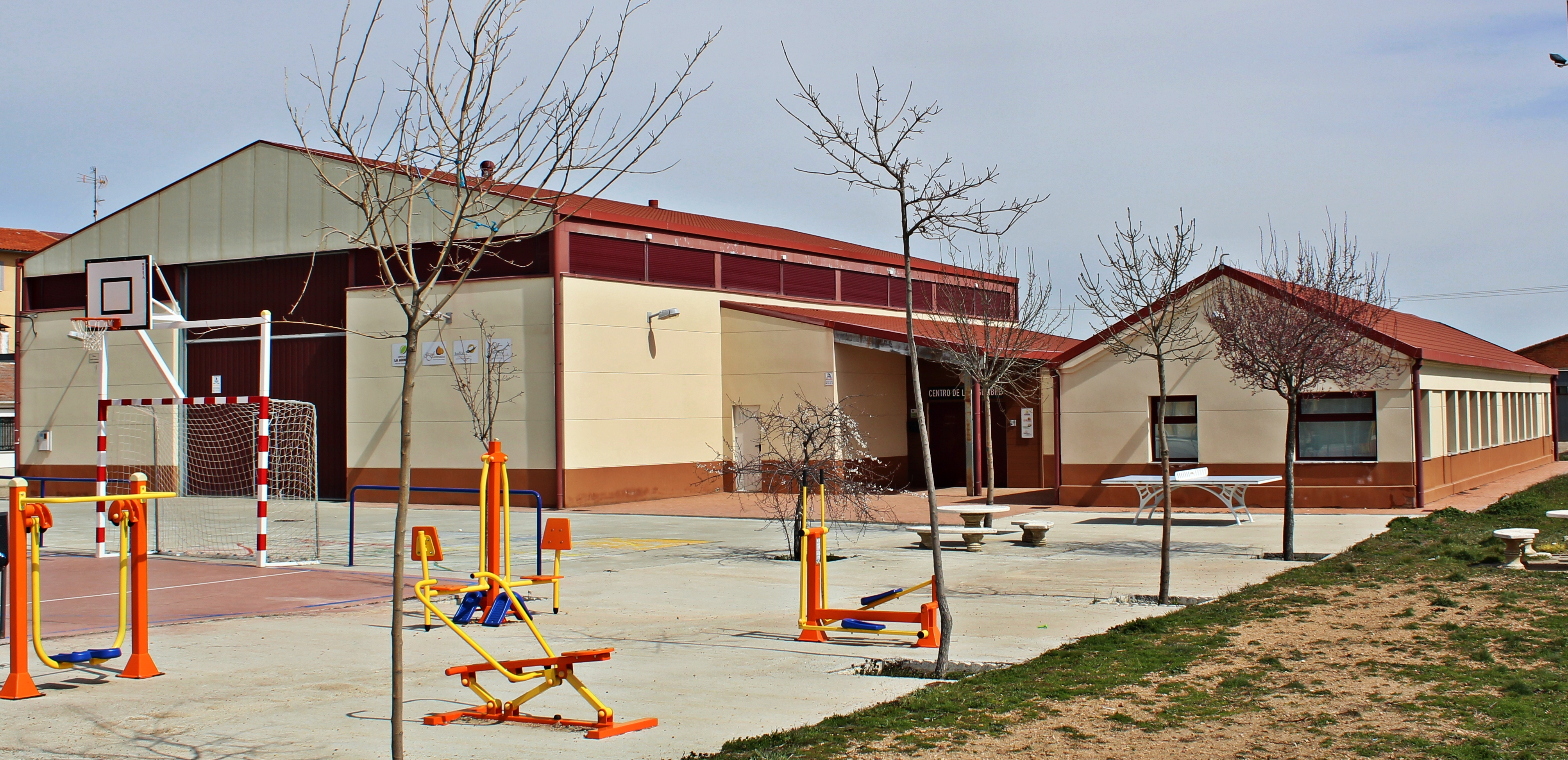
Centro de la legumbre

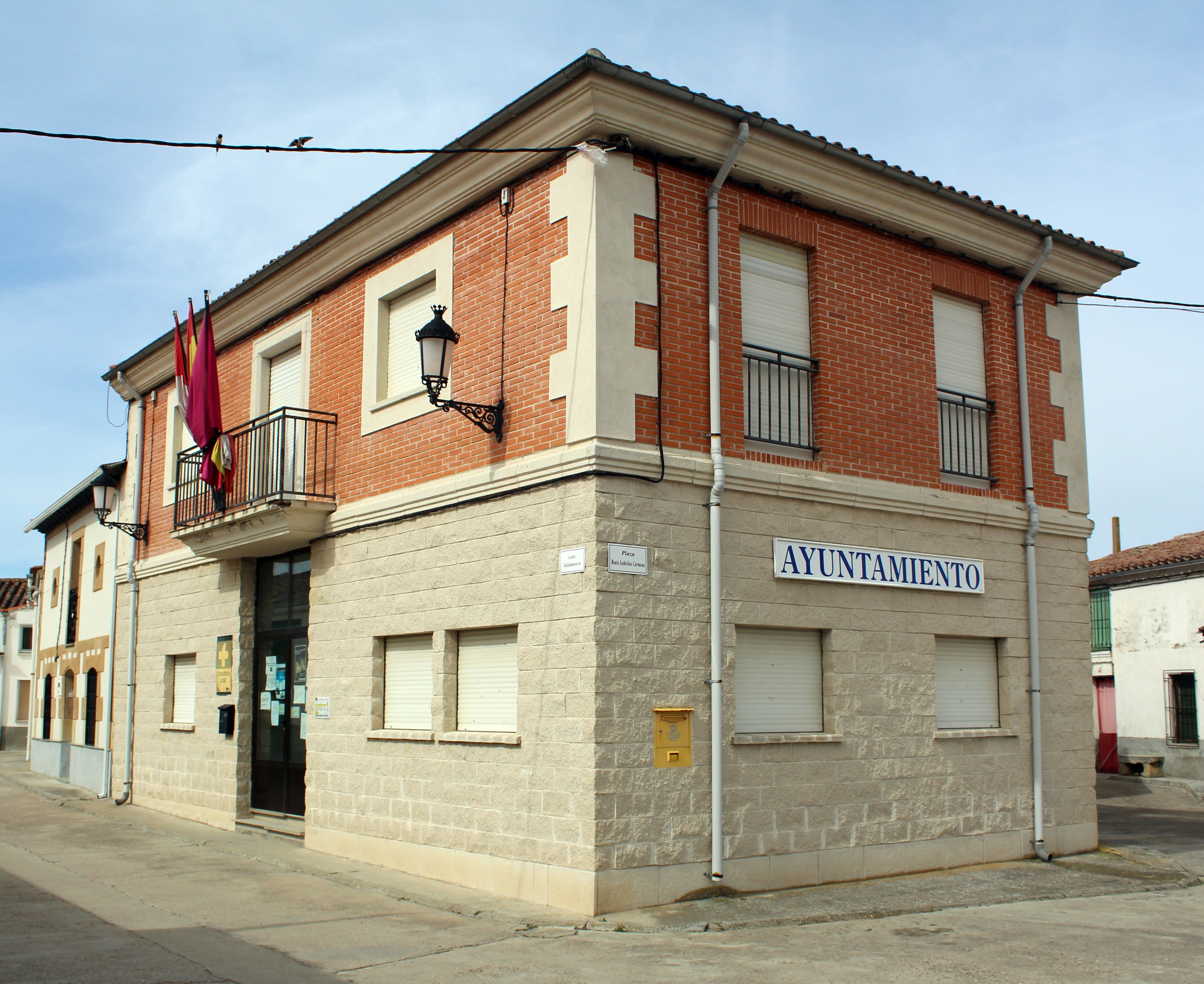
Casa consistorial

## Geografía humana

### Demografía
Cuenta con una población de 114 habitantes (INE 2024).
| Gráfica de evolución demográfica de Pajares de la Laguna entre 1842 y 2021 |
| |
| Población de derecho según los censos de población del INE Población de hecho según los censos de población del INEEn estos censos se denominaba Pajares: 1842, 1857, 1860, 1877, 1887, 1897, 1900 y 1910 |

Su término municipal está formado por un solo núcleo de población, ocupa una superficie total de 9,62 km² y según los datos demográficos recogidos en el padrón municipal elaborado por el INE en el año 2017, cuenta con una población de 112 habitantes (61 hombres y 55 mujeres).

## Administración y política
| Partido político                         | 2019  | 2019  | 2019       | 2015  | 2015  | 2015       | 2011  | 2011  | 2011       | 2007  | 2007  | 2007       | 2003  | 2003  | 2003       |
| Partido político                         | %     | Votos | Concejales | %     | Votos | Concejales | %     | Votos | Concejales | %     | Votos | Concejales | %     | Votos | Concejales |
| Partido Popular (PP)                     | 62,36 | 58    | 3          | 81,93 | 68    | 5          | 64,00 | 64    | 4          | 74,19 | 69    | 4          | 50,41 | 62    | 3          |
| Izquierda Unida (IU)                     | 30,11 | 28    | 2          | —     | —     | —          | —     | —     | —          | —     | —     | —          | —     | —     | —          |
| Partido Socialista Obrero Español (PSOE) | 7,53  | 7     | 0          | 15,66 | 13    | 0          | 23,00 | 23    | 0          | 21,51 | 20    | 1          | 47,97 | 59    | 2          |
| Coalición SI por Salamanca (SI)          | —     | —     | —          | —     | —     | —          | 30,00 | 30    | 1          | —     | —     | —          | —     | —     | —          |
| Unión del Pueblo Salmantino (UPSa)       | —     | —     | —          | —     | —     | —          | —     | —     | —          | 15,05 | 14    | 0          | —     | —     | —          |